# Бойдтон (Вірджинія)
Бойдтон (англ. Boydton) — місто (англ. town) в США, в окрузі Мекленберг штату Вірджинія. Населення — 302 особи (2020).

## Географія
Бойдтон розташований за координатами 36°39′58″ пн. ш. 78°23′27″ зх. д. / 36.66611° пн. ш. 78.39083° зх. д. (36.666060, -78.390727).  За даними Бюро перепису населення США в 2010 році місто мало площу 2,13 км², уся площа — суходіл.

## Демографія
Згідно з переписом 2010 року, у місті мешкала 431 особа в 135 домогосподарствах у складі 83 родин. Густота населення становила 203 особи/км².  Було 159 помешкань (75/км²).
Расовий склад населення:
| - 65,2 % — білих - 33,9 % — чорних або афроамериканців - 0,2 % — азіатів |

До двох чи більше рас належало 0,2 %. Частка іспаномовних становила 1,2 % від усіх жителів.
За віковим діапазоном населення розподілялося таким чином: 14,4 % — особи молодші 18 років, 69,8 % — особи у віці 18—64 років, 15,8 % — особи у віці 65 років та старші. Медіана віку мешканця становила 39,9 року. На 100 осіб жіночої статі у місті припадало 143,5 чоловіків;  на 100 жінок у віці від 18 років та старших — 151,0 чоловіків також старших 18 років.
Середній дохід на одне домашнє господарство  становив 63 895 доларів США (медіана — 46 667), а середній дохід на одну сім'ю — 74 718 доларів (медіана — 58 333). За межею бідності перебувало 17,0 % осіб, у тому числі 35,3 % дітей у віці до 18 років та 19,7 % осіб у віці 65 років та старших.
Цивільне працевлаштоване населення становило 125 осіб. Основні галузі зайнятості: освіта, охорона здоров'я та соціальна допомога — 46,4 %, публічна адміністрація — 22,4 %, науковці, спеціалісти, менеджери — 10,4 %, будівництво — 8,0 %.